# Hersiliidae
Los hersílidos (Hersiliidae) son  una familia de arañas araneomorfas, que forman parte de la superfamilia de los eresoideos (Eresoidea), juntamente con los ecóbidos y erésidos.
Destacan portener dos hileras muy prominentes que son casi tan largas com su abdomen, por lo que se las denomina también two-tailed spiders (arañas de dos colas). Tienen una longitud de entre 10 mm y 18 mm. 
Se camuflan muy bien entre los troncos de los árboles. Cazan preparando una trampa de seda, poniendo una ligera capa de hilos de seda sobre la corteza de un árbol y esperan ocultas a que caiga la presa, generalmente un insecto. 

## Distribución
Su distribución es amplia, por toda la zona tropical y subtropical, encontrándose por todo el planeta salvo la parte septentrional.

## Sistemática
Con la información recogida hasta el 31 de diciembre de 2011, Hersiliidae cuenta con 15 géneros: 
- Deltshevia  Marusik & Fet, 2009 (Turkmenistán, Kazajistán, Uzbekistán)
- Duninia Marusik & Fet, 2009 (Turkmenistán, Irán)
- Hersilia Audouin, 1826 (África, Australasia)
- Hersiliola Thorell, 1870 (Mediterráneo hasta Asia Central, Nigeria)
- Iviraiva Rheims & Brescovit, 2004 (Sur América)
- Murricia  Simon, 1882 (Sur de Asia)
- Neotama Baehr & Baehr, 1993 (América, Sudáfrica, India)
- Ovtsharenkoia Marusik & Fet, 2009 (Asia central)
- Prima Foord, 2008 (Madagascar)
- Promurricia Baehr & Baehr, 1993 (Sri Lanka)
- Tama Simon, 1882 (España, Portugal, Argelia)
- Tamopsis Baehr & Baehr, 1987 (Australia, Borneo)
- Tyrotama Foord & Dippenaar-Schoeman, 2005 (África)
- Yabisi Rheims & Brescovit, 2004 (EUA, Caribe)
- Ypypuera Rheims & Brescovit, 2004 (Sur América)